# Henryk Hilchen

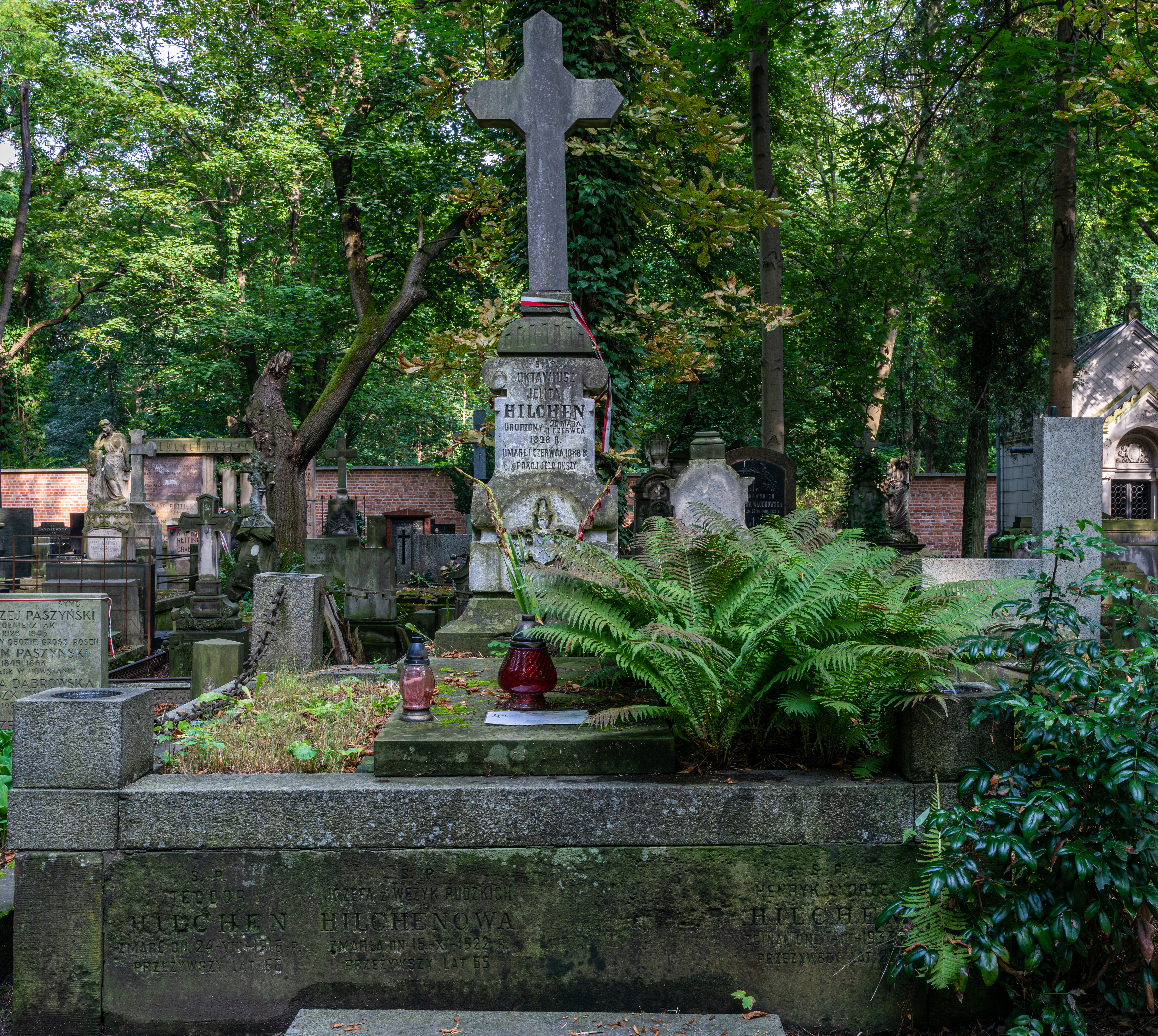
Grób Henryka Hilchena na cmentarzu Powązkowskim

Henryk Hilchen (ur. 30 lipca 1881 w Warszawie, zm. 20 sierpnia 1956 tamże) – polski duchowny rzymskokatolicki.

## Życiorys
Urodził się w rodzinie Teodora i Józefy z Wężyk-Rudzkich. Był trzecim z pięciorga ich dzieci. Jego młodszym bratem był Feliks Hilchen. Po ukończeniu gimnazjum klasycznego w Kielcach kontynuował naukę w liceum handlowym w Warszawie. Od 1901 roku studiował na Wydziale Chemicznym Politechniki Warszawskiej, ukończył jednak Politechnikę Lwowską, gdzie się przeniósł po strajkach szkolnych w 1905 roku. Kontynuował studia na Uniwersytecie we Fryburgu, gdzie ukończył wydział prawny oraz uzyskał tytuł doktora nauk politycznych i ekonomicznych. Studiował również filozofię tomistyczną. W czasie studiów w organizacjach studenckich (w „Zjednoczeniu” Studentów Politechniki Warszawskiej, w Bratniej Pomocy na Politechnice Lwowskiej oraz w korporacjach studenckich „Filarecja” i „Sarmatia” we Fryburgu). Studiował również prawo na Uniwersytecie w Petersburgu, gdzie był jednym z założycieli polskiej Korporacji Akademickiej Sarmatia. W latach 1910–1912 uczył się jako alumn w Seminarium Duchownym w Warszawie. Następnie, w latach 1912–1915 był wikariuszem w parafiach w Dobrem, Łowiczu, Łodzi i w Jadowie. 
W latach 1916–1917 był sekretarzem generalnym Stowarzyszenia Robotników Chrześcijańskich w Warszawie i redaktorem organu stowarzyszeń chrześcijańskich „Pracownik Polski”. W 1919 roku został radnym m.st. Warszawy. 16 lipca 1919 został zameldowany w Poznaniu przy ul. Św. Marcina 70. Pełnił obowiązki kapelana Szkoły Podchorążych Artylerii na Sołaczu oraz redaktora „Przewodnika Społeczego”. W latach 1920–1922 studiował w Angelicum w Rzymie, był spowiednikiem późniejszego papieża Piusa XI i honorowym szambelanem papieskim. Po powrocie do Polski został ponownie prefektem szkół warszawskich. Od 1929 roku pracował jako proboszcz w Lesznie, a w latach 1931–1945 był proboszczem parafii Matki Boskiej Częstochowskiej w Warszawie.
Był jednym z 12 zakładników wskazanych Niemcom zgodnie z aktem kapitulacji miasta z 28 września 1939 w celu zabezpieczenia spokoju w mieście. Tuż przed powstaniem warszawskim udzielił zgody na ukrycie części akt staropolskich AGAD w wieży przy swoim kościele, dzięki czemu przetrwały one wojnę (kościół został zrujnowany w czasie powstania).
W latach 1945–1947 był proboszczem w Międzyrzeczu, następnie, w latach 1947–1952 – w Słupsku. W 1952 roku otrzymał nominację na proboszcza w Tarczynie, jednak nie objął tego stanowiska ze względu na postępujący paraliż.
Zmarł 20 sierpnia 1956 w Warszawie. Został pochowany na cmentarzu Powązkowskim w Warszawie (kwatera 189-6-12/13).

## Ordery i odznaczenia
- Krzyż Kawalerski Orderu Odrodzenia Polski (10 listopada 1938)[7]
- Złoty Krzyż Zasługi (21 kwietnia 1937)[8]